# 237-я танковая бригада
237-я танковая бригада — танковая бригада Рабоче-крестьянской Красной армии в годы Великой Отечественной войны. Период боевых действий: с 31 мая 1943 года по 11 мая 1945 года.

## Полное наименование
237-я танковая Краснознамённая, орденов Суворова и Богдана Хмельницкого бригада

## Формирование бригады
237-я отдельная танковая бригада была сформирована 28 мая 1943 г. в с. Павловка Обоянского района Курской области из отдельных 7-го и 62-го танковых полков 1-й танковой армии. Вошла в состав 31-го танкового корпуса.
Командиром бригады назначен бывший командир 62-го отдельного танкового полка майор Проценко Николай Петрович.

### Состав бригады
- Управление бригады
- Рота управления
- 1-й танковый батальон
- 2-й танковый батальон
- 3-й танковый батальон
- Моторизованный батальон автоматчиков
- Зенитно-пулемётная рота
- Рота технического обеспечения
- Медсанвзвод

## Участие в боевых действиях
В июле 1943 года 237-я танковая бригада вела оборонительные бои на участке Курско-Белгородского направления Курской битвы, затем брошена в прорыв и наступала в составе 1-й танковой армии в направлении города Харьков.
В начале 1944 года бригада вместе с остальными подразделениями 31-го танкового корпуса вошла в состав 1-го Украинского фронта. Зимой того же года 237-я танковая бригада принимает участие в Корсунь-Шевченковской наступательной операции.
237-я танковая бригада в дальнейшем участвовала в Львовско-Сандомирской наступательной операции. В боях за село Почапы лейтенант М. З. Петров со своей ротой уничтожил около 500 солдат и офицеров противника, 7 танков, 20 пушек, около 100 автомобилей с грузами и захватила знамя эсэсовского полка. За этот подвиг офицер Петров был удостоен звания Герой Советского Союза.
За успешное выполнение заданий командования по прорыву долговременной обороны немцев юго-западнее города Сандомир Указом Президиума Верховного Совета СССР 19 февраля 1945 года бригаде вручён орден Красного Знамени.
За освобождение польских городов Ченстохов, Пшедбуж, Радомско бригаде вручен орден Суворова 2 степени.
В период Великой Отечественной войны за образцовое выполнение боевых заданий и проявленное при этом мужество старшине Н. П. Богатову, лейтенанту Я. Ф. Гаркуше, младшему сержанту А. Е. Райкову, лейтенанту М. З. Петрову было присвоено звание Герой Советского Союза, лейтенант М. З. Петров был навечно зачислен в списки 1-й танковой роты. За период Великой Отечественной войны более 1500 солдат и офицеров бригады были награждены орденами и медалями. 35 фронтовиков-танкистов 237-й бригады участвовали в Параде Победы в Москве на Красной площади 24 июня 1945 года.

## Послевоенный период
4 июля 1945 года 237-я танковая бригада 31-го танкового корпуса РККА переформирована в 237-й танковый полк 31-й танковой дивизии СА с сохранением боевого знамени, наград, преемственности и боевой славы былого соединения.

## Награды и почётные наименования
| Награда                    | Дата награждения                                               | За что получена |
| -------------------------- | -------------------------------------------------------------- | --- |
| Орден Красного Знамени     | Указ Президиума Верховного Совета СССР от 19 февраля 1945 года | За образцовое выполнение заданий командования в боях при прорыве обороны немцев западнее Сандомира и проявленные при этом доблесть и мужество                                 |
| Орден Суворова II степени  | Указ Президиума Верховного Совета СССР от 19 февраля 1945 года | За образцовое выполнение заданий командования в боях с немецкими захватчиками, за овладение городами Ченстохова, Пшедбуж, Радомско и проявленные при этом доблесть и мужество |
| Орден Богдана Хмельницкого | Указ Президиума Верховного Совета СССР от 19 февраля 1945 года | За образцовое выполнение заданий командования в боях с немецкими захватчиками, за овладение городами Глайвиц, Хшанув и проявленные при этом доблесть и мужество               |

## Вышестоящие воинские части
| Подчинение 237-й танковой бригады | Подчинение 237-й танковой бригады    | Подчинение 237-й танковой бригады | Подчинение 237-й танковой бригады | Подчинение 237-й танковой бригады |
| Дата                              | Фронт (округ)                        | Армия                             | Корпус                            |                                   |
| --------------------------------- | ------------------------------------ | --------------------------------- | --------------------------------- | --------------------------------- |
| 01.06.1943 года                   | Воронежский фронт                    | 1-я танковая армия                | 31-й танковый корпус              |                                   |
| 01.11.1943 года                   | Резерв Верховного Главнокомандования | 1-я танковая армия                | 31-й танковый корпус              |                                   |
| 01.12.1943 года                   | Резерв Верховного Главнокомандования |                                   | 31-й танковый корпус              |                                   |
| 01.02.1944 года                   | 1-й Украинский фронт                 | 1-я танковая армия                | 31-й танковый корпус              |                                   |
| 01.05.1944 года                   | 1-й Украинский фронт                 |                                   | 31-й танковый корпус              |                                   |
| 01.02.1945 года                   | 1-й Украинский фронт                 | 21-я армия                        | 31-й танковый корпус              |                                   |
| 01.03.1945 года                   | 1-й Украинский фронт                 |                                   | 31-й танковый корпус              |                                   |
| 01.04.1945 года                   | 1-й Украинский фронт                 | 60-я армия                        | 31-й танковый корпус              |                                   |
| 01.05.1945 года                   | 4-й Украинский фронт                 | 60-я армия                        | 31-й танковый корпус              |                                   |

## Командиры бригады
- Майор Проценко, Николай Петрович (28.05.1943 — 19.08.1943 г.г.). Погиб 19.08.1943 г.[2]
- Полковник Коновалов, Василий Иванович (09.1943 — 15.02.1944 г.г.). Погиб 15.02.1944 г.[6]
- Полковник Петушков, Александр Николаевич (27.02.1944 — 26.11.1944 г.г.).[6]
- Гв. подполковник Белоусов, Владимир Степанович (26.11.1944 — 26.01.1945 г.г.). Погиб 26.01.1945 г.[7]
- Подполковник Викторов, Александр Петрович (02.1945 — 06.1945 г.г.).[7]

## Отличившиеся воины бригады
Герои Советского Союза:
- Петров, Михаил Захарович, лейтенант, командир 1-й танковой роты 1-го танкового батальона
- Райков, Анатолий Иванович, младший лейтенант, командир танка 2-й танковой роты 3-го танкового батальона
- Фурсов, Николай Дмитриевич, лейтенант, командир танкового взвода 3-го танкового батальона
- Гаркуша, Яков Филиппович, младший лейтенант, командир взвода 2-й танковой роты 3-го танкового батальона
- Колесников, Михаил Петрович, старшина, механик-водитель танка 2-го танкового батальона
- Богатов, Николай Павлович, старшина, механик-водитель танка 1-го танкового батальона

Награждённые орденами:
- Герасименко, Андрей Фёдорович — старший сержант, механик-водитель танка 1-го танкового батальона, полный кавалер ордена Славы
- Гапонов, Василий Петрович — ефрейтор, санитар 3-го танкового батальона, полный кавалер ордена Славы
- Бондарь Нина Ильинична, лейтенант, командир танка 2-го, 3-го танкового батальона